# Rosario Sánchez Grau
Rosario Sánchez Grau (Palma, 1976) és una política mallorquina del PSIB. Llicenciada en administració i direcció d'empreses per la Universitat Pompeu Fabra, és funcionaria del Govern de les Illes Balears des del 2004. Del 2007 al 2011, fou directora insular d'Hisenda i Pressuposts del Consell de Mallorca. Entre el 2011 i el 2015, fou consellera electe del Consell Insular de Mallorca, ja que anava de número 7 a les llistes. El 2015, fou la novena a les llistes del PSIB-PSOE al Parlament de les Illes Balears per Mallorca el 2015 i des del 3 de juliol de 2015 a 22 de juliol de 2016 fou Secretaria general de Salut, quan fou reubicada des d'aquell mateix dia fins al 15 de juny de 2018 en que fou directora general de Coordinació del Govern. El mateix 15 de juny de 2018 fou nomenada delegada del govern a les Illes Balears. El 2 de juliol de 2019 fou nomenada per Francina Armengol, Consellera d'Hisenda i Relacions Exteriors del Govern de les Illes Balears.